# Museo civico della Laguna Sud
Il Museo civico della Laguna Sud - detto anche Museo di San Francesco fuori le Mura, per distinguerlo dalla chiesa di San Francesco situata all'interno dei confini cittadini - è un museo archeologico ed etnografico di Chioggia ed uno dei principali dell'area della laguna di Venezia.
Operativo dal 31 maggio 1997, è situato in Campo Marconi ed è allestito nell'ex convento di San Francesco fuori le Mura, a breve distanza dalla porta di Santa Maria ed al termine del Canal Vena, uno dei principali della città. L'edificio originale risaliva al 1315, mentre il suo rifacimento, dopo la distruzione avvenuta durante la guerra di Chioggia (vedi Palio della Marciliana) fra Serenissima Repubblica di Venezia e Repubblica di Genova, è del 1434.
Al XIX secolo (anno 1806) risale la sconsacrazione del convento che da allora ha assunto diverse funzioni divenendo dapprima magazzino militare e quindi, dopo la prima guerra mondiale, diviso in due parti, mercato ortofrutticolo. Nel secondo dopoguerra è divenuto ricovero per sfollati e quindi, prima di essere recuperato come polo museale, deposito degli autobus.
Già nel 1868 il Comune di Chioggia aveva acquisito la raccolta libraria dell'oratorio dei Padri Filippini dando vita alla biblioteca civica di Chioggia, intitolata a Cristoforo Sabbadino, illustre ingegnere della Serenissima.

## La struttura museale
Si articola su tre piani raccogliendo testimonianze archeologiche rinvenute a Chioggia e nelle aree limitrofe, che hanno come denominatore comune l'acqua. Al piano terra vi sono reperti di epoca preromana, romana e medioevale; il primo piano ospita collezioni di epoca medioevale, rinascimentale e moderna; il secondo piano infine espone una mostra sulla cantieristica e sulla marineria a partire dal XVIII secolo. Al piano terra una sala è dedicata alle tecnologie idrauliche di difesa adottate in epoca imperiale romana mentre un'altra documenta le attività commerciali sempre in epoca romana; altre sale sono poi dedicate specificatamente a Sabbadino e alla marineria, alla pesca e alla cantieristica locali.
Il museo si avvale di materiale documentario vario come, oltre ai tradizionali reperti archeologici, monete, ceramiche, plastici, diorami, attrezzi per la pesca, costumi e fotografie.
Il museo ospita anche al primo piano, accanto alla sala Cristoforo Sabbadino, l'archivio storico comunale, visitabile da lunedì a venerdì dalle ore 9 alle ore 13. Vi sono conservati documenti di grande rilievo storico e culturale risalenti, come nel caso delle Mariegole - codici miniati pergamenacei - al 1246, epoca dei primi statuti medioevali. La documentazione presente si spinge fino agli anni 1950 documentando la vita locale nel secondo dopoguerra.
I servizi comprendono una sala studio e consultazione.